# روش‌های مدل کردن چرخش در سه بعد

مدل کردن چرخش در سه بعد

در هندسه، روش‌های مدل کردن چرخش در سه بعد مختلفی وجود دارد. در فیزیک، این مفهوم در مکانیک کلاسیک  به منظور حرکت شناسی چرخشی (یا زاویه‌ای) و برای توصیف کمی از یک حرکت صرفاً دورانی استفاده می‌شود. زوایای یک شی در یک لحظه مشخص، به عنوان چرخشی که نسبت به یک مرجع فرضی در فضا صورت گرفته، مطرح می‌شود، نه چرخش مشاهده شده نسبت به موقعیت قبلی آن شی در فضا.
بر اساس قضیه چرخش اویلر، چرخش یک جسم صلب (یا یک سیستم مختصات سه بعدی با مرجع ثابت)، را می‌توان توسط یک چرخش حول یک محور توصیف کرد. چنین چرخشی را می‌توان توسط حداقل سه پارامتر حقیقی به صورت یگانه تعریف کرد. با این حال، به دلایل مختلف، راه‌های دیگری هم برای نشان دادن آن مطرح شده و مورد استفاده قرار می‌گیرد. بسیاری از این روش‌ها به بیشتر از حداقل لازم سه پارامتر نیاز دارند، ولی با این حال، همگی آن‌ها همچنان تنها سه درجه آزادی را نمایش می‌دهند.
یکی از مواردی که در آن از فرمول‌های چرخش استفاده می‌شود، تکنیک‌های کامپیوتر ویژن است، که در آن برای مثال یک روبات باید بتواند هدفی را در فضا دنبال کند. جسم صلبی را در نظر بگیرید که محور مختصات محلی روی آن را توسط سه بردار واحد عمود برهم، بر روی جسم نشان می‌دهیم. در این جا مسئله اساسی این خواهد بود که روبات بتواند نحوه جهت گیری این سه بردار واحد (و به عبارتی جسم صلب را)، نسبت به سیستم مختصات خودش (ناظر)، به عنوان یک نقطه مرجع در فضا، محاسبه کند.

## روش‌های مدل کردن

### ماتریس دوران
بردارهای واحد سه‌گانه که در بالا ذکر شد، بردارهای پایه نیز نامیده می‌شوند. تعیین مختصات این بردارهای پایه، در موقعیت (چرخانده شده) کنونی شان، و بیان شده در محور مختصات مرجع (ثابت)، می‌تواند به‌طور کامل چرخش صورت گرفته را توصیف کند .

### محور و زاویه اویلر (بردار چرخش)
از قضیه چرخش اویلر می‌دانیم که هر چرخشی را می‌توان توسط تنها یک چرخش، حول یک محور بیان کرد. این محور، یک بردار واحد است (منحصر به فرد به جز علامت آن)، که در طی چرخش صورت گرفته بی تغییر باقی می‌ماند. مقدار زاویه نیز منحصر به فرد خواهد بود به جز علامت آن، که توسط جهت محور چرخش تعیین می‌شود.

### زوایای اویلر
ایده پشت زوایای اویلر این است که چرخش سیستم مختصات را به سه چرخش ساختاری ساده‌تر، (به نام‌های حرکت تقدیمی، خمیدگی و ذاتی) تقسیم کرد. هر یک از این حرکت‌ها باعث افزایش یکی از زوایای اویلر می‌شود.
متأسفانه، تعریف زوایای اویلر منحصر به فرد نیست و در منابع موجود، از قراردادهای مختلفی برای این زوایا استفاده می‌شود. این قراردادها بستگی به محورهای مورد چرخش و توالی آن‌ها دارد (از آن جا که چرخش دارای خاصیت جابجایی نیست).

### کواترنیون
کواترنیون ، که یک فضای برداری چهار بعدی را تشکیل می‌دهد، روش بسیار مفیدی در نمایش چرخش به حساب می‌آید.

### پارامترهای رودریگز
پارامترهای رودریگز را می‌توان به سادگی توسط بردار چرخش (ذکر شده در بالا) بیان کرد .